# Nätebäcken
Nätebäcken är en bebyggelse i Brandstorps socken i  Habo kommun, Jönköpings län, belägen vid Vätterns strand längs länsväg 195. Fram till 2015 räknades den av SCB som en egen småort, för att efter 2015 klassas som del av tätorten Rödån. När denna upplöstes 2023 avgränsades denna bebyggelse till en separat småort igen